# Riz Ortolani
Riziero "Riz" Ortolani (Pesaro, 25 de março de 1926 — Roma, 23 de janeiro de 2014) foi um compositor de trilhas sonoras italiano.

## Biografia
Nos anos 1950 fundou uma banda de jazz. Em 1962 escreveu com Nino Oliviero a famosa trilha sonora para o filme de Gualtiero Jacopetti, Paolo Cavara e Franco Prosperi, Mondo Cane, cuja canção-tema, More, venceu um Grammy e foi candidata ao Oscar como canção original.
Uma outra sua composição famosa é a do filme O' Cangaçeiro, de 1970, dirigido por Giovanni Fago.
Ortolani escreveu mais de duzentas trilhas sonoras, entre as quais, uma longa série de westerns alemães, intitulados Apache last battle e filmes em estilo Giallo italianos.
Entre as suas trilhas sonora mais conhecidas há: Il sorpasso, de 1962, Danza macabra de 1964, Africa addio de 1966, I giorni dell'ira, de 1967, Addio zio Tom, de 1971, Fratello sole, sorella luna de 1972, Sette orchidee macchiate di rosso, de 1972, Non si sevizia un paperino, de 1972, Io ho paura, de 1977, e Cannibal Holocaust, de 1980.
Em 1967 foi o autor das músicas do televisivo La fiera della vanità.
Em 2004, no âmbito do Prêmio Pippo Barzizza, lhe foi assinalado o Troféu em homenagem à carreira pela qualidade de arranjador e compositor.
Suas músicas foram utilizadas para o filme Kill Bill e o seriado Chapolin Colorado uma delas é Blessed Event que foi usada no encerramento até 1973.
Casado com a cantora Katyna Ranieri, já operou muito no setor da música popular como autor de canções, arranjos e direção de orquestra. Tem uma única filha, Rizia Ortolani.
Fundou uma orquestra de música popular que leva o seu nome e com a mesma girou o mundo inteiro propondo música própria e de vários outros compositores, realizando várias interpretações de discos 78 rotações sob a etiqueta RCA Italiana com o cantor Rino Loddo, também em duetos com Katyna Ranieri.
Recentemente compôs a sua primeira obra teatral, Il principe della gioventù, que estreou no Teatro La Fenice de Veneza, em 4 de setembro de 2007.

## Filmografia
1954
- Le vacanze del Sor Clemente

1955
- Processo all'amore

1956
- I miliardari
- Serenata al vento
- Terrore sulla città

1958
- Música de siempre

1959
- Siempre estaré contigo
- Sábado negro, (canção "Blues Negro")

1961
- Malesia magica
- Ursus nella valle dei leoni

1962
- Flying Clipper - Traumreise unter weissen Segeln
- Mondo cane
- Il crollo di Roma
- Il sorpasso

1963
- La vergine di Norimberga
- La donna nel mondo, direção de Paolo Cavara, Gualtiero Jacopetti e Franco Prosperi
- Il mondo di notte numero 3, direção de Gianni Proia
- El Sabor de la venganza

1964
- The Yellow Rolls-Royce
- Antes llega la muerte
- Cavalca e uccidi
- The 7th Dawn
- Danza macabra
- Old Shatterhand
- La cittadella
- Le ore nude

1965
- David Copperfield - minisérie televisiva
- Berlino - Appuntamento per le spie
- Das Geheimnis der drei Dschunken
- The Glory Guys
- El Diablo también llora
- The Car That Became a Star
- Con rispetto parlando

1966
- Maya
- Africa addio
- Non faccio la guerra, faccio l'amore
- Operación Goldman
- La ragazza del bersagliere

1967
- Tiffany memorandum
- Cifrato speciale
- Woman Times Seven
- Requiescant, (como Roger Higgins)
- Mal d'Africa
- The Spy with a Cold Nose
- Sette volte donna, direção de Vittorio De Sica

1968
- Kampf um Rom I
- Lady Hamilton - Zwischen Schmach und Liebe
- The Bliss of Mrs. Blossom
- Anzio
- Al di là della legge
- Banditi a Milano
- La cintura di castità
- The Biggest Bundle of Them All
- I giorni dell'ira
- I morti non si contano (¿Quién grita venganza?), direção de Rafael Romero Marchent
- Sequestro di persona
- Colpo grosso alla napoletana (The Biggest Bundle of Them All), direção de Ken Annakin

1969
- La collina degli stivali, (canção "Sotto la panca")
- La cattura
- Così dolce... così perversa
- Una sull'altra
- Il dito nella piaga
- Cinque figli di cane
- Kampf um Rom II - Der Verrat
- Las Bahamas Nassau
- Un caso di coscienza
- La donna a una dimensione
- Indianápolis
- Islas del Caribe: Barbados
- Quel negozio di Piazza Navona, minissérie televisiva
- Il suo modo di fare
- Buona Sera, Mrs. Campbell
- La freccia nera

1970
- Madron
- The McKenzie Break
- Una ragazza di nome Giulio
- Ciakmull - L'uomo della vendetta, direção de Enzo Barboni
- Andrea Doria '74
- Con quale amore, con quanto amore
- The Adventures of Gerard
- O Cangaçeiro
- Disperatamente l'estate scorsa
- La notte dei serpenti
- La prima notte del dottor Danieli, industriale col complesso del... giocattolo

1971
- Addio zio Tom
- E le stelle stanno a guardare (televisivo 1971)...e le stelle stanno a guardare, minissérie televisiva
- Nella stretta morsa del ragno
- Confessione di un commissario di polizia al procuratore della repubblica
- Il giorno dei lunghi fucili
- The 43rd Annual Academy Awards, TV (canção "Till Love Touches Your Life")
- Say Hello to Yesterday
- The Statue
- La colomba non deve volare, direção de Sergio Garrone
- Il merlo maschio
- Non commettere atti impuri

1972
- Una ragione per vivere e una per morire
- Non si sevizia un paperino,  (como Ritz Ortolani)
- Girolimoni, il mostro di Roma
- L'etrusco uccide ancora
- Abuso di potere
- Fratello sole, sorella luna
- Sette orchidee macchiate di rosso
- The Valachi Papers
- Teresa la ladra
- Tutti fratelli nel west... per parte di padre

1973
- Gli eroi
- La coppia
- Un camino
- Il consigliori
- Days of Fury
- Bisturi, la mafia bianca
- Le Complot
- La morte negli occhi del gatto
- Si può essere più bastardi dell'ispettore Cliff?
- Cari genitori
- Dio, sei proprio un padreterno!
- No, il caso è felicemente risolto

1974
- Chi sei?
- There Is No 13
- Le guerriere dal seno nudo
- Contratto carnale
- La faccia violenta di New York
- Per amare Ofelia, (canções "Fataltango" e "Wherever You May Go")

1975
- Qui comincia l'avventura
- Ritratto di donna velata, série televisiva
- Mondo candido, direção de Gualtiero Jacopetti e Franco Prosperi

1976
- Scandalo
- Natale in casa d'appuntamento, TV
- Perché si uccide un magistrato, direção de Damiano Damiani

1977
- Io ho paura
- Casanova & Co.
- Mimì Bluette... fiore del mio giardino
- Passi di morte perduti nel buio, direção de Maurizio Pradeaux
- La ragazza dal pigiama giallo, (canções "Your Yellow Pijama" e "Look at Her Dancing")
- Sahara Cross
- Doppio delitto, direção de Steno

1978
- Le braghe del padrone
- Enigma rosso, direção de Alberto Negrin
- Gegè Bellavita
- Giallo napoletano
- Primo amore

1979
- The Fifth Musketeer
- Contro 4 bandiere
- Anni struggenti
- Atsalut pader
- Il corpo della ragassa
- Un dramma borghese
- Letti selvaggi
- Brutes and Savages
- Cyclone

1980
- La casa sperduta nel parco
- Vestire gli ignudi, TV
- Maria - Nur die Nacht war ihr Zeuge
- Cannibal Holocaust
- L'avvertimento

1981]
- Nessuno è perfetto
- Fantasma d'amore
- Aiutami a sognare
- Il cappotto di legno
- Miele di donna
- There Was a Little Girl

1982
- Mafalda
- Valentina
- I camionisti
- Più bello di così si muore
- Porca vacca

1983
- 1919, crónica del alba
- La ragazza di Trieste
- Un foro nel parabrezza
- Una gita scolastica
- Zeder

1984
- La Piovra, minissérie televisiva
- Tuareg - Il guerriero del deserto
- I guerrieri dell'anno 2072
- Giuseppe Fava: siciliano come me
- Impiegati
- Noi tre

1985
- Miranda
- Cristoforo Colombo, minissérie televisiva
- Festa di laurea

1986
- L'inchiesta
- Regalo di Natale
- La Bonne
- La sporca insegna del coraggio

1987
- Capriccio
- Ultimo minuto

1988
- Una casa a Roma, TV
- La collina del diavolo
- I ragazzi di via Panisperna

1989
- Killer Crocodile
- Storia di ragazzi e di ragazze
- Gioco al massacro, direção de Damiano Damiani
- Il ricatto (minissérie televisiva), direção de Tonino Valerii

1990
- Il sole buio, direção de Damiano Damiani
- Una fredda mattina di maggio, TV
- Killer Crocodile II
- Nel giardino delle rose

1991
- Vendetta: Secrets of a Mafia Bride, TV
- A Season of Giants, TV
- Paprika
- Fratelli e sorelle
- La Primavera di Michelangelo

1992
- L'angelo con la pistola, direção de Damiano Damiani

1993
- La famiglia Ricordi,  minissérie televisiva
- Magnificat

1994
- L'uomo che guarda

1995
- Fermo posta Tinto Brass

1998
- Grandes ocasiones
- Il testimone dello sposo

1999
- La via degli angeli
- Ama il tuo nemico, TV

2001
- I cavalieri che fecero l'impresa

2002
- Liebe, Lügen, Leidenschaft, minissérie televisiva

2003
- Kill Bill vol. 1, (do filme "I Giorni dell'ira") (como Riziero Ortolani)
- Il cuore altrove

2004
- Beyond the Sea, (canção "More")
- Kill Bill vol. 2, (do filme "I Giorni dell'ira") (como Riziero Ortolani)
- La rivincita di Natale

2005
- La seconda notte di nozze
- Ma quando arrivano le ragazze?

2006
- La cena per farli conoscere

2007
- Il nascondiglio

2007
- Il principe della gioventù Ópera Musical - teatral

2011
- Drive Com a música "Oh my love"